# Теркапле
Теркапле (нід. Terkaple) — село в нідерландській провінції Фрисландія. Входить до муніципалітету Фріске-Маррен.
Його площа становить 4,25 км², а населення станом на 2021 рік складало 240 осіб.
Перша згадка про населений пункт датується 13-им сторіччям.

## Галерея

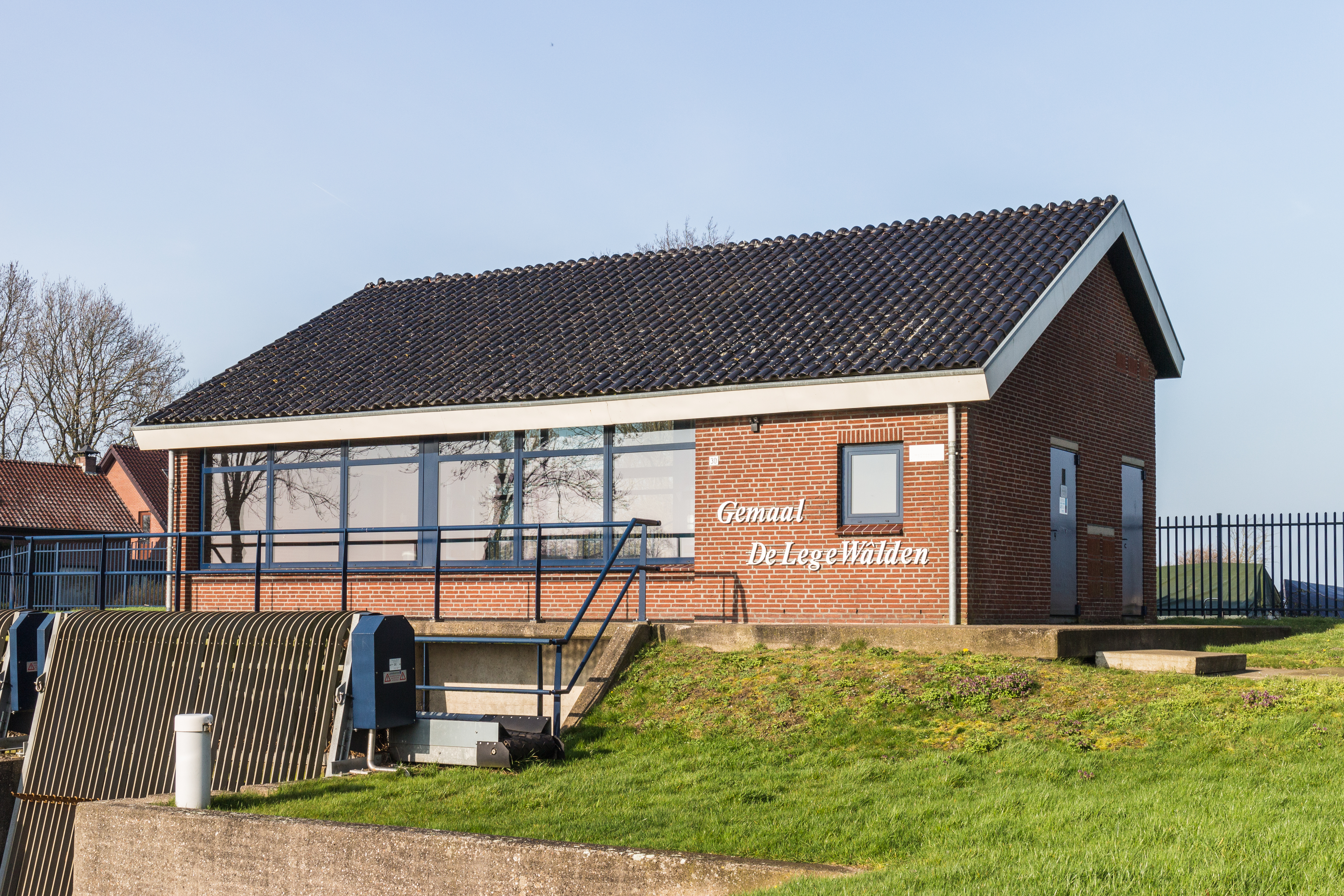
Насосна станція
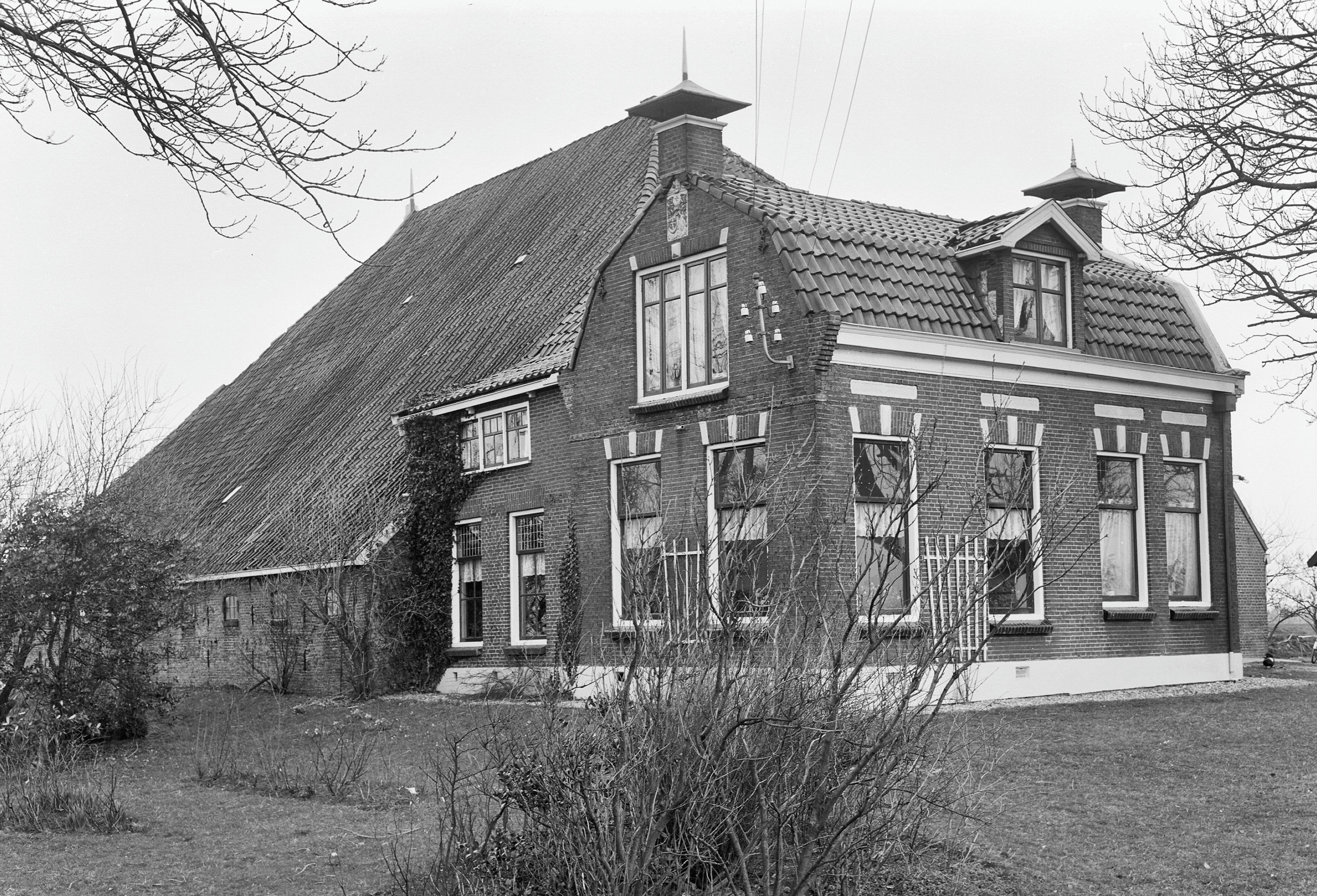
Маєток у селі
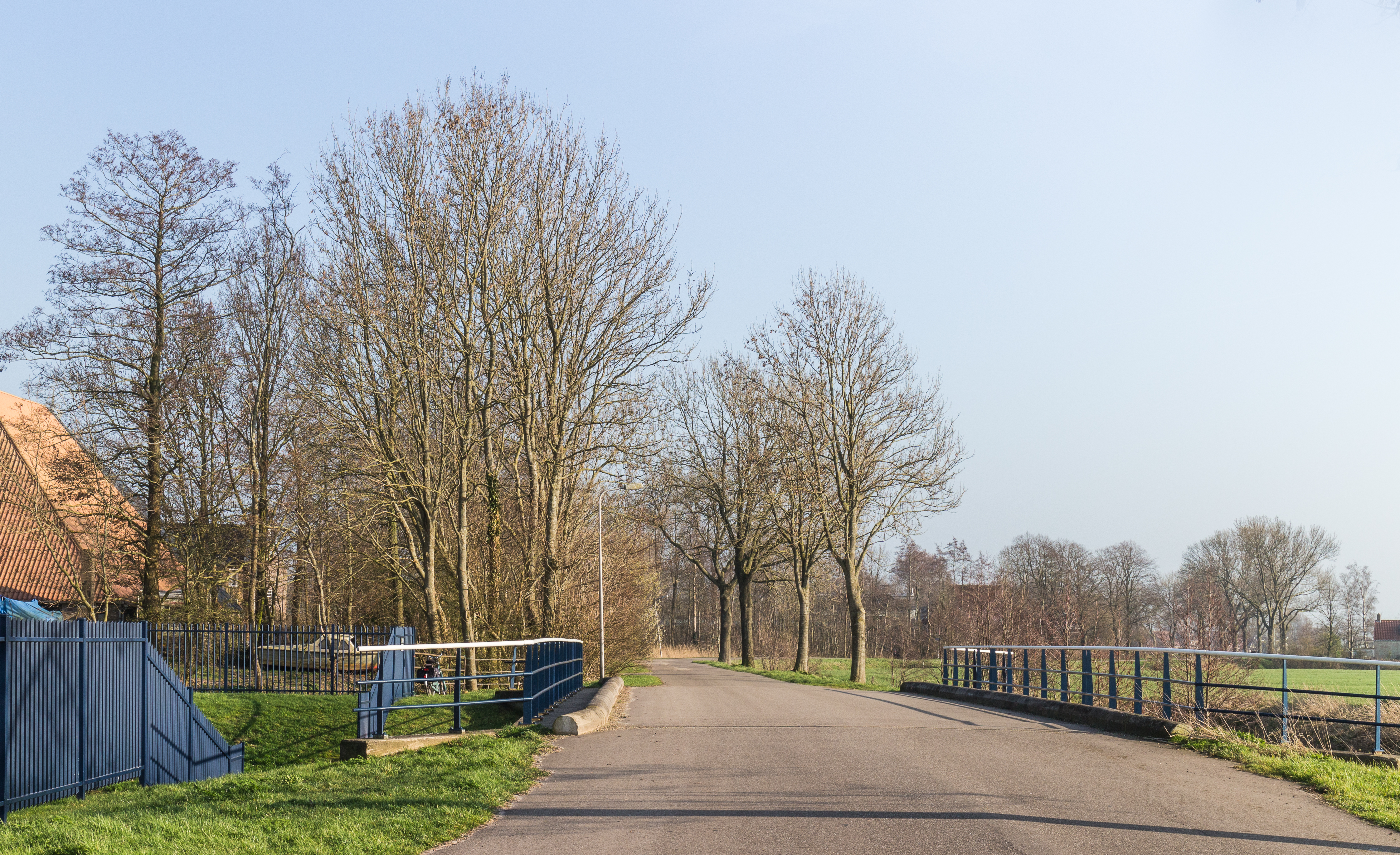
Вулична панорама
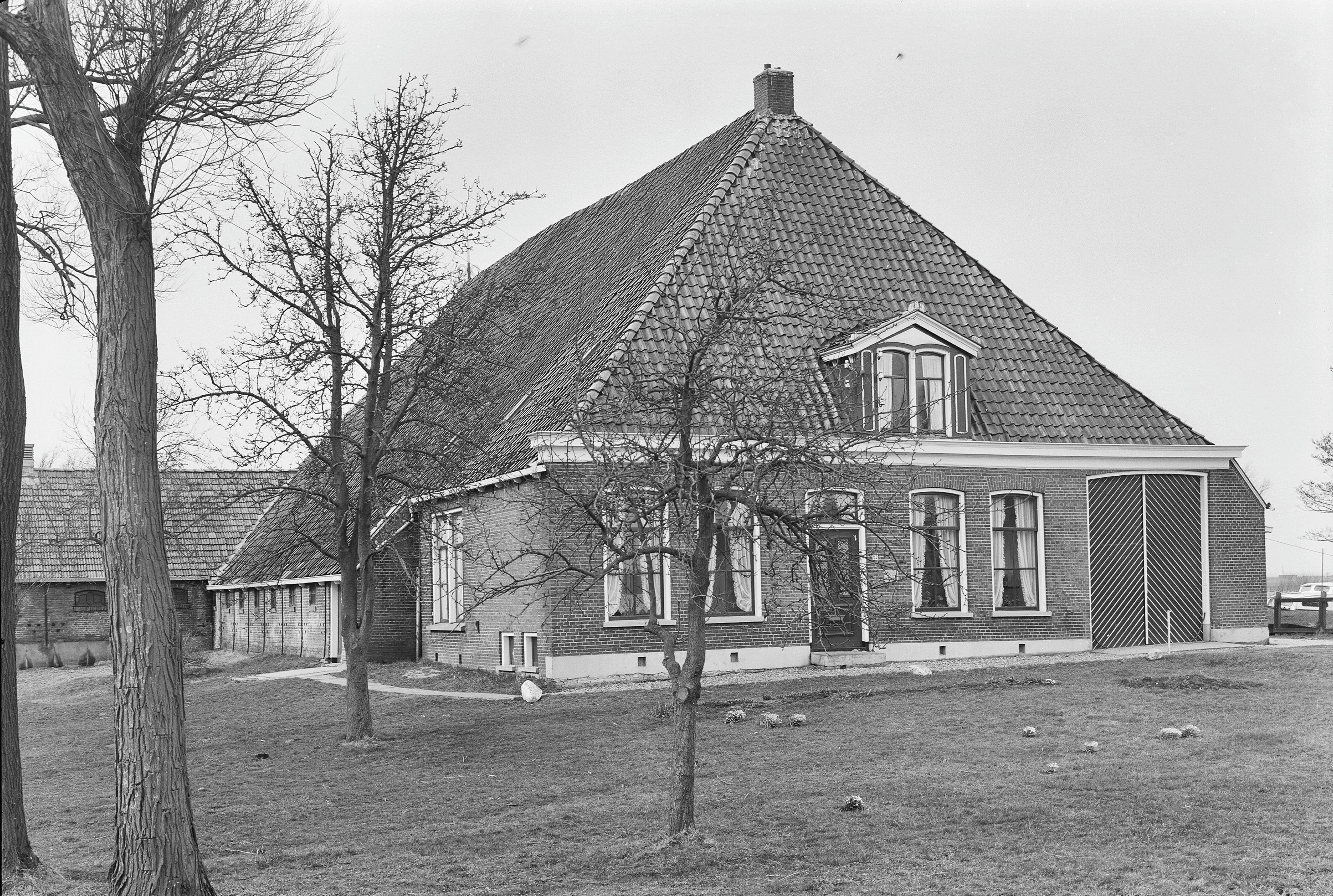
Ферма у селі